# ام‌وی اسلام‌آباد
ام‌وی اسلام‌آباد (به انگلیسی: MV Islamabad) یک کشتی است که طول آن 153.01 m می‌باشد. این کشتی در سال ۱۹۸۲ ساخته شد.